# Maria Caserini
Maria Caserini, pseudonimo di Maria Gasparini (Milano, 24 luglio 1884 – Milano, 15 aprile 1969), è stata un'attrice italiana.

## Biografia
Iniziò a recitare in produzioni teatrali in giovane età. Il suo primo film fu nel 1906 per la Cines di Roma, in quello che è ritenuto il primo adattamento cinematografico dell'Otello di Shakespeare, diretto da Mario Caserini, suo marito. Fu interprete di Romeo e Giulietta nel 1908 e poi in altri tredici film fino al 1909. Uno di questi film fu Macbeth, diretto da suo marito.
Dal 1910 al 1927 recitò in 65 film, molti dei quali sempre diretti dal marito, come Lucrezia Borgia, la cui interpretazione le diede maggiore notorietà. Riprese l'attività teatrale subito dopo aver abbandonato la carriera cinematografica.
È stata sepolta nel cimitero maggiore di Milano.

## Filmografia parziale
- Otello, regia di Mario Caserini e Gaston Velle (1906)
- Romeo e Giulietta, regia di Mario Caserini (1908)
- Giovanna d'Arco, regia di Mario Caserini (1908)
- Wanda Soldanieri, regia di Mario Caserini (1909)
- I tre moschettieri, regia di Mario Caserini (1909)
- La nuova mammina, regia di Enrico Guazzoni (1909)
- Beatrice Cenci, regia di Mario Caserini (1909)
- La campana (1909)
- Macbeth, regia di Mario Caserini (1909)
- Amleto, regia di Mario Caserini (1910)
- Agrippina, regia di Enrico Guazzoni (1910)
- Eloquenza di un fiore, regia di Mario Caserini (1910)
- Il Cid, regia di Mario Caserini (1910)
- Giovanna la pazza, regia di Mario Caserini (1910)
- Giovanni dalle Bande Nere, regia di Mario Caserini (1911)
- Anita Garibaldi, regia di Mario Caserini (1910)
- Romola, regia di Mario Caserini (1911)
- L'adultera, regia di Mario Caserini (1911)
- Santarellina, regia di Mario Caserini (1912)
- Parsifal, regia di Mario Caserini (1912)
- L'uomo fatale, regia di Mario Caserini (1912)
- Nerone e Agrippina, regia di Mario Caserini (1913)
- Ma l'amor mio non muore, regia di Mario Caserini (1913)
- Florette e Patapon, regia di Mario Caserini (1913)
- Acquazzone in montagna, regia di Camillo De Riso (1913)
- La pantomima della morte, regia di Mario Caserini (1915)
- La divetta del reggimento, regia di Mario Caserini (1916)
- Cristo, regia di Giulio Antamoro (1916)
- Passano gli Unni, regia di Mario Caserini (1916)
- Come quel giorno (Como aquel día), regia di Mario Caserini (1916)
- L'ombra, regia di Mario Caserini (1917)
- Amore che uccide, regia di Mario Caserini (1917)
- La via della luce, regia di Baldassarre Negroni (1917)
- La signora Arlecchino, regia di Mario Caserini (1918)
- Il padrone delle ferriere, regia di Eugenio Perego (1919)
- Fascino d'oro, regia di Eugenio De Liguoro (1919)
- Per un figlio, regia di Mario Bonnard (1920)
- Papà Lebonnard, regia di Mario Bonnard (1920)
- L'ombra, regia di Roberto Roberti (1920)
- Primavera, regia di Licurgo Tioli (1921)
- La leggenda di San Giorgio, regia di Giulio Aristide Sartorio (1921)
- Simun, regia di Andrea Felice Oxilia (1921)
- Da Icaro a de Pinedo, regia di Silvio Laurenti-Rosa  (1927)